# Muggiotal
Das Muggiotal (italienisch Valle di Muggio) liegt im Kanton Tessin in der Schweiz.

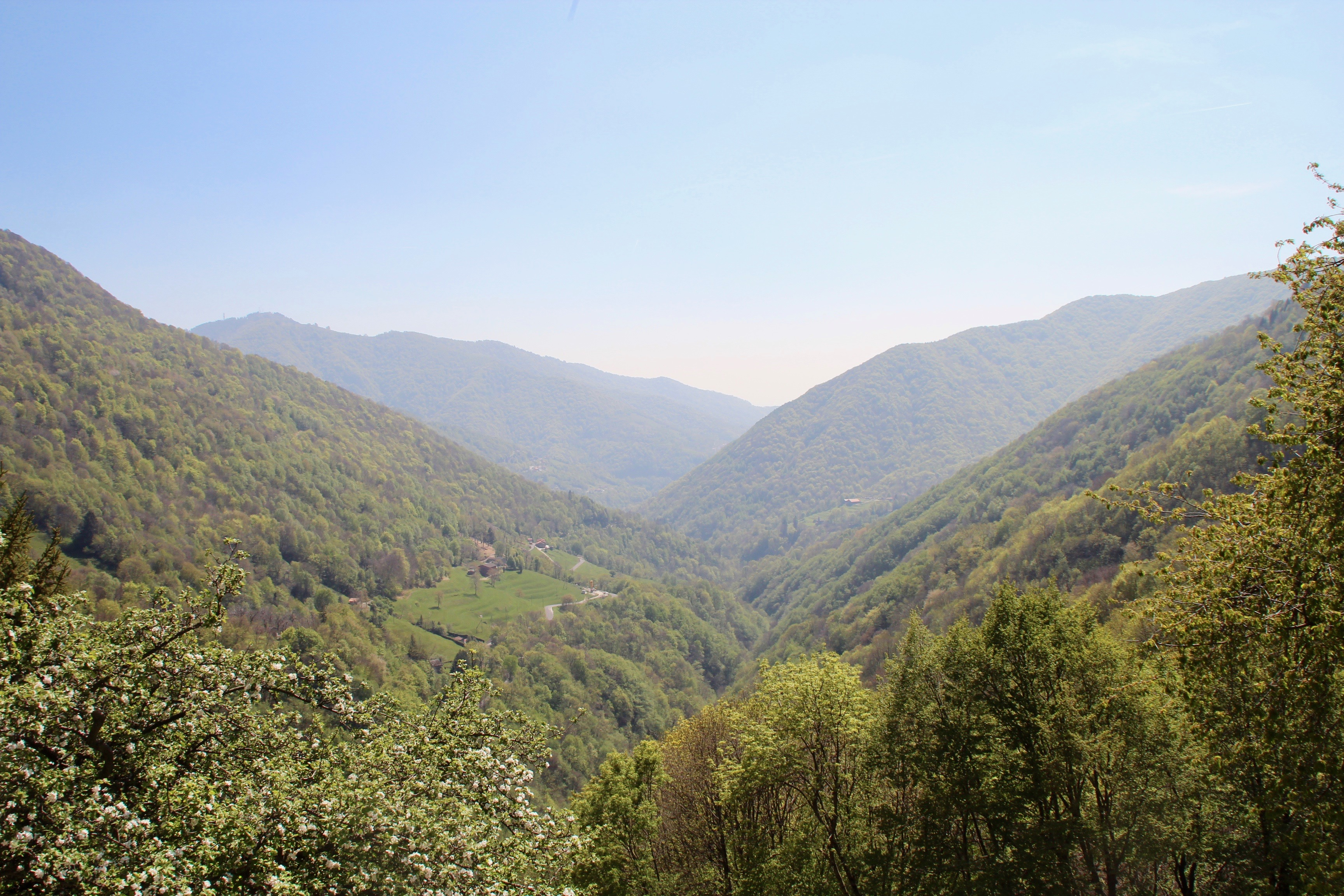
Muggiotal

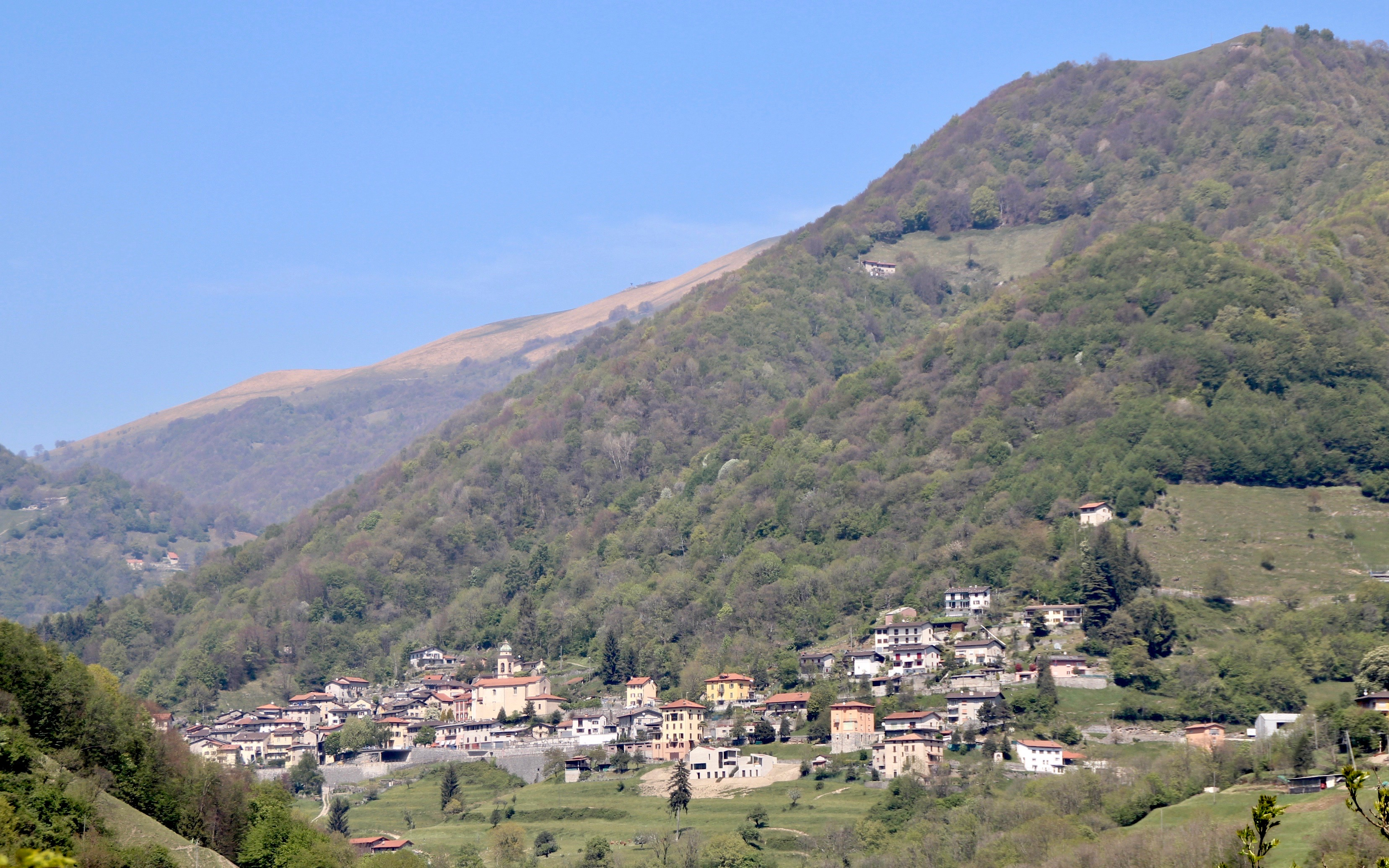
Muggio

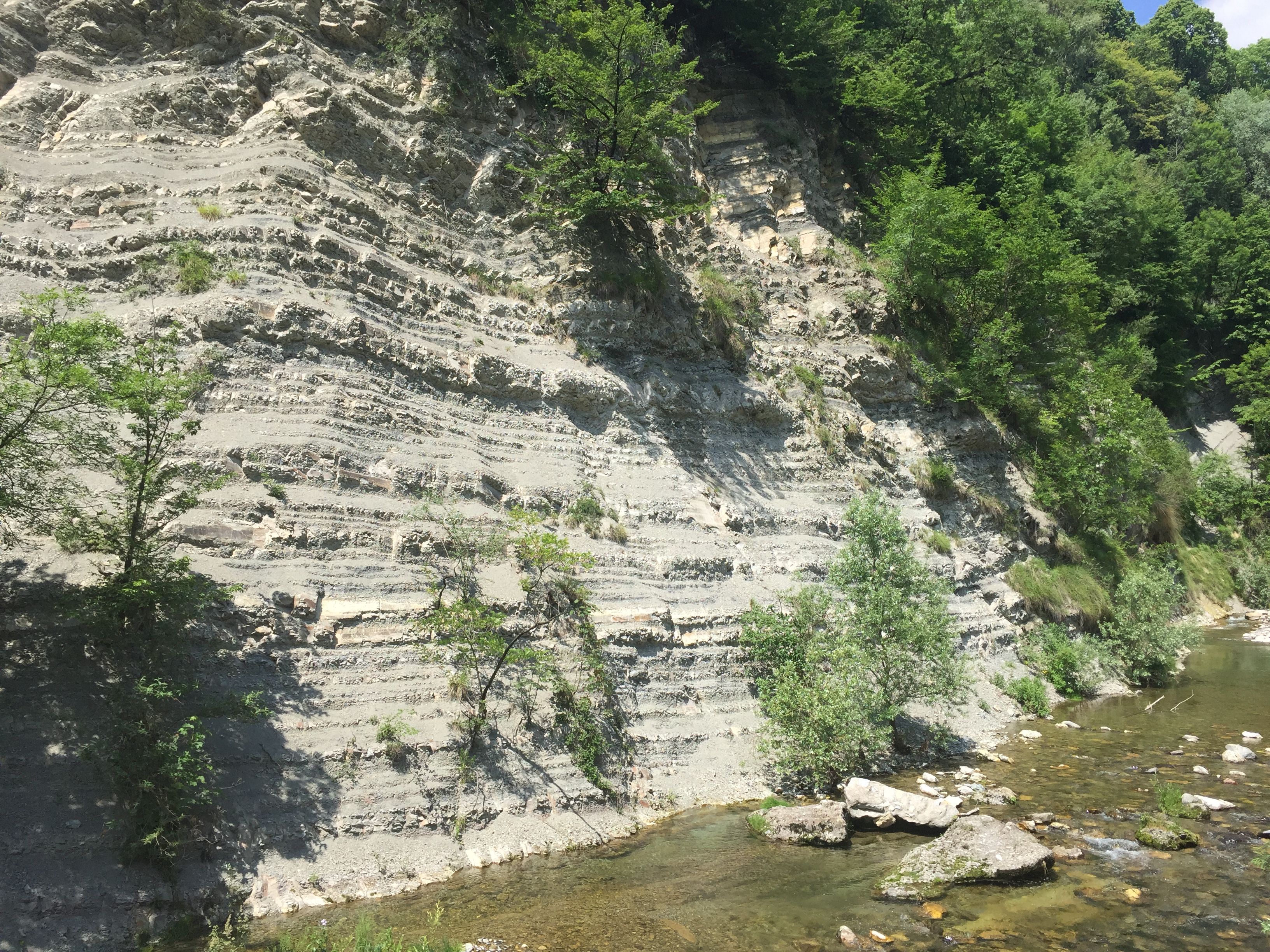
Im Naturpark Gole della Breggia

## Geographie
Es liegt im südlichsten Zipfel des Sottoceneri und wird im Norden vom 1704 m hohen Monte Generoso begrenzt. Der Fluss Breggia durchfliesst das gesamte Tal. Um die Dörfer des Tales liegen Kastanienwälder, die bis in das vorige Jahrhundert einen wichtigen Nebenerwerb für die Einwohner darstellten. Im oberen Verlauf des Tales, auf 900–1000 Meter Höhe, liegen die Orte Roncapiano und Scudellate. An der Ostseite liegen (von Nord bis Süd) die Dörfer
- Muggio,
- Cabbio,
- Bruzella,
- Caneggio und
- Morbio Superiore.

Muggio ist das Hauptdorf des Tals. Viele Häuser der Bergdörfer wurden mit Steinen aus der Umgebung errichtet. In Muggio haben sich Künstler verschiedener Sparten angesiedelt. Landwirte verarbeiten Kuh- und Ziegenmilch zum bekannten Muggiotalkäse (sogenannter Zincarlin), der mit Salz, Pfeffer und Olivenöl bestrichen ist.
An der Westseite des Tals liegen (von Nord bis Süd) die Dörfer
- Casima,
- Monte,
- Campora,
- Obino und
- Castel San Pietro.

Aus Casima und Campora sind die meisten Bewohner weggezogen. Um Castel San Pietro wird Merlot angebaut.
Das Gebiet steht als Parco delle Gole della Breggia teilweise unter Naturschutz. Das Tal weist relativ gute Busverbindungen nach Chiasso und Mendrisio auf. Es ist touristisch wenig bekannt, so dass sich nur wenige Unterkünfte finden (Hotels in Sagno und Monte, B&B in Cabbio, ein Haus für Selbstversorger in Scudellate).